# Vardeilsen
Vardeilsen ist ein Dorf und nordwestlicher Ortsteil der Stadt Einbeck in Niedersachsen, der über die Landesstraße 546 mit der Bundesstraße 3 verbunden ist.

## Geschichte

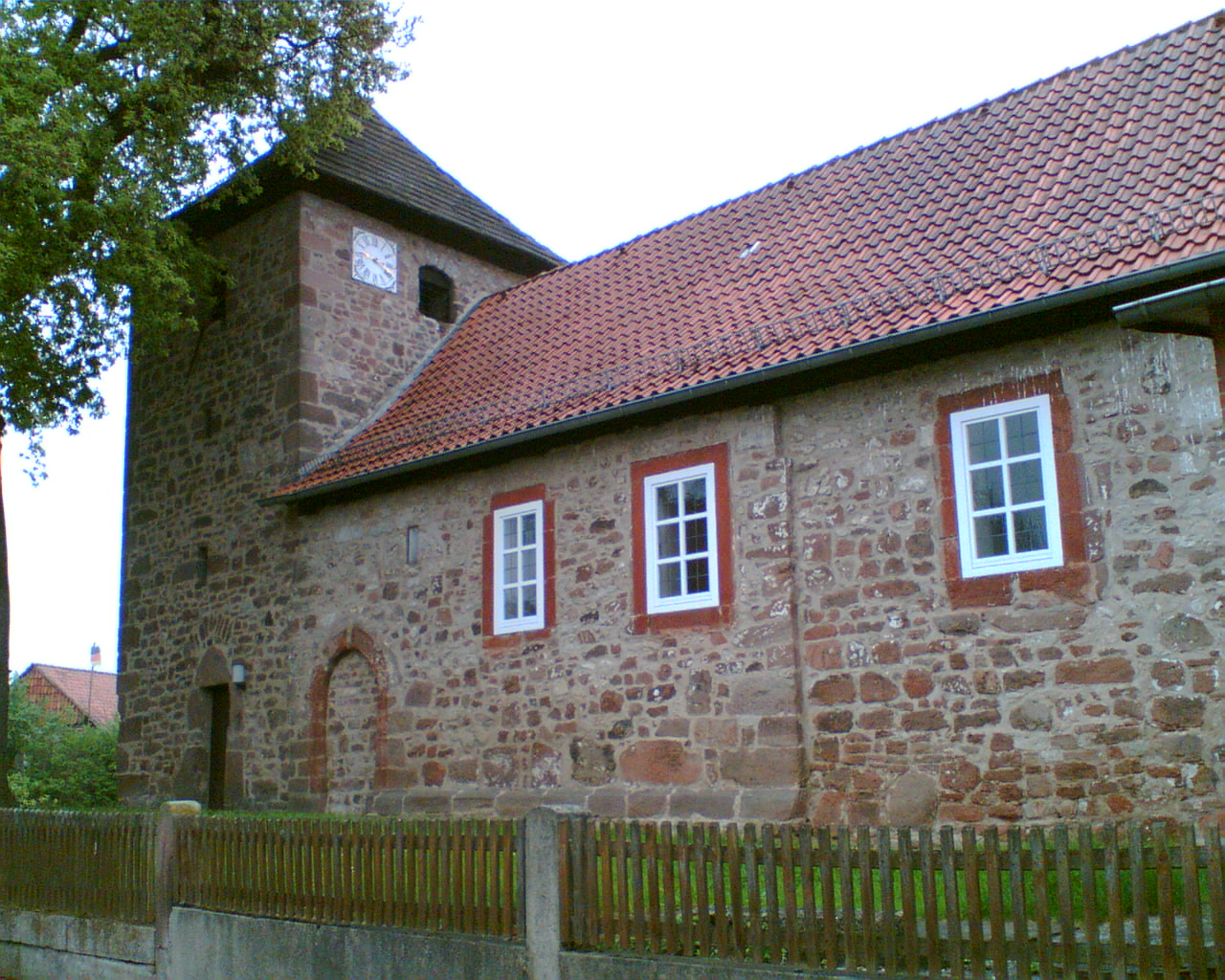
St.-Georg-Kapelle

Erste urkundliche Erwähnung findet der Ort als Vardelhusen im Jahr 1245 in einer Chronik des Klosters Corvey.
Die St.-Georg-Kapelle wurde 1450 von einem Mönch mit Land beschenkt. Ein erster lutherischer Pastor wurde im Jahr 1538 eingesetzt.
Im Jahr 1811 wurde das erste eigene Schulgebäude errichtet, das 1885 durch ein neues Gebäude ersetzt wurde. Der alte Bau dient als Lehrerwohnhaus.
Vardeilsen wurde am 1. März 1974 durch Eingemeindung zum Ortsteil der Stadt Einbeck.

## Politik

### Ortsrat
Vardeilsen hat zusammen mit Avendshausen einen siebenköpfigen Ortsrat. Bei der Kommunalwahl 2021 ergab sich folgende Sitzverteilung:
- Wgem. Avendhausen-Vardeilsen (WG AV): 7 Sitze

### Ortsbürgermeisterin
Ortsbürgermeisterin ist Antje Sölter (WG AV) (Stand März 2012).

### Wappen
Auf blauem Wappenschild steht auf  grünem Schildfuß eine befestigte Kapelle, welche die St.-Georg-Kapelle darstellt.

## Kultur und Sehenswürdigkeiten
- Die Kapelle St. Georg wurde auf einer künstlichen Anhöhe gebaut. Mit meterdicken Mauern aus Sandsteinquadern erinnert der wehrhaft aussehende Bau an eine kleine Festung. Kirchlich gehört Vardeilsen zur ev. Kirchengemeinde Lüthorst